# Nossa Senhora da Paz
Nossa Senhora da Paz – stacja metra w Rio de Janeiro, na linii 4. Została otwarta 30 lipca 2016. Stacja znajduje się pod Praça Nossa Senhora da Paz i powstała w ramach przygotowań do Letnich Igrzysk Olimpijskich w 2016.